# استان کامپونگ چوننگ
استان کامپونگ چوننگ (به لاتین: Kampong Chhnang Province) یک منطقهٔ مسکونی در کامبوج است که در کامبوج واقع شده‌است. استان کامپونگ چوننگ ۵٬۵۲۱ کیلومتر مربع مساحت دارد.